# سم‌شناسی شغلی

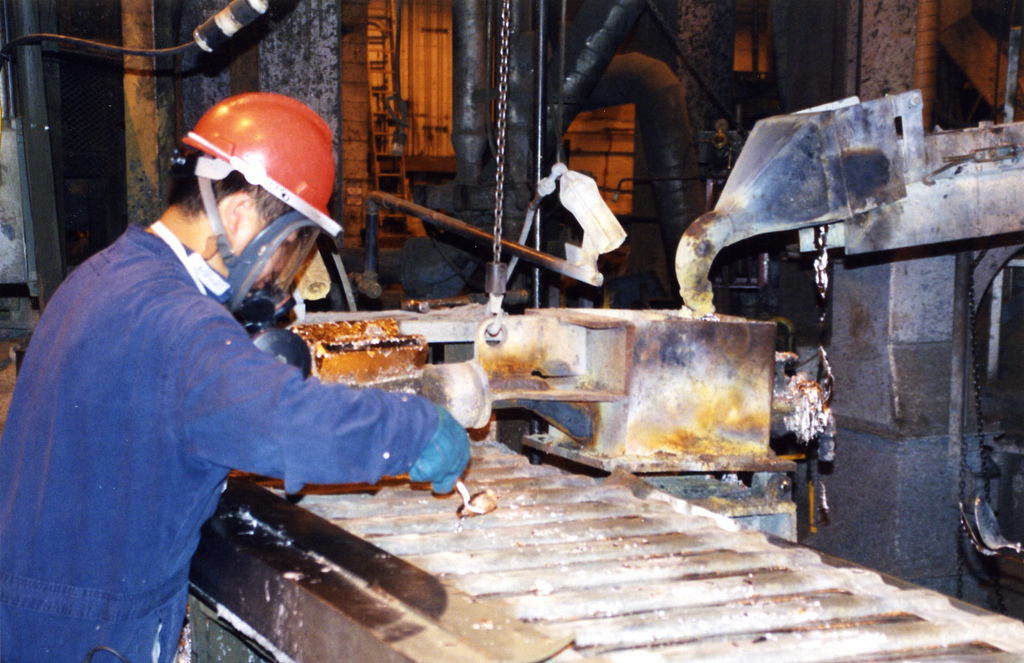
مواجهه با بخارات سمی سرب در کارگران بازیافت باتری اسیدی-سربی.

سم‌شناسی شغلی  (به انگلیسی: Occupational Toxicology) یا سم‌شناسی صنعتی به رشته‌ای علمی که به صورت میان رشته ای سم‌شناسی و بهداشت حرفه‌ای را به هم مرتبط می‌کند می‌گویند.
سم‌شناسی شغلی کاربرد اصول و روش‌های سم‌شناسی در محیط کار جهت پیشگیری از بیماری‌های ناشی از کار در کارگران است. 
همچنین به اصول و روش‌های سم‌شناسی برای مدیریت مخاطرات شیمیایی در محل کار سم‌شناسی شغلی می‌گویند.
جملهٔ معروف پاراسلوس که پایه و اساس سم‌شناسی را بنیان گذاشت این بود که  همهٔ مواد سمی هستند و  تنها میزان دوز و غلظت است که باعث ایجاد تفاوت بین یک مادهٔ سمی و غیر سمی می‌شود.
مسمومیت بهم خوردن تعادل فیزیولوژیک، جسمانی یا روانی موجود زنده که در اثر ورود و تماس با ماده خارجی سمی از راه‌های گوناگون، رخ می‌دهدرا گویند. شدت مسمومیت به نوع ماده سمی، مقدار آن و طول مدت تماس با ماده سمی بستگی دارد.

## تاریخچه سم‌شناسی شغلی
چهارصد سال پیش از میلاد مسیح بقراط اثرات سمی مواجهه با  فلز سرب را شناسایی کرده‌است.
در نخستین سدهٔ پس از میلاد، پلنی  که یک دانشمند رومی بود، یک ماسک تنفسی از مثانهٔ گوسفند ساخت و کاربرد آن را برای کار در معادن پیشنهاد کرد.
درقرن شانزدهم آگریکولا و  پاراسلسوس آثاری در باره اثرات سمی کارگران ذوب آهن، فلزات و  کار در معدن و مسمومیت جیوه به جای گذاشته‌اند.  کتاب آگریکولا در سال ۱۵۵۶ یک سال پس از مرگ او و کتاب پاراسلوس در سال ۱۵۶۷ منتشر گردید.
در سال ۱۹۱۸،آلیس هامیلتون بررسی‌های گستردهه ای در زمینه سم‌شناسی شغلی، به ویژه مسمومیت با فسفر سفید در صنایع کبریت سازی و مسمومیت با سرب انجام داد.

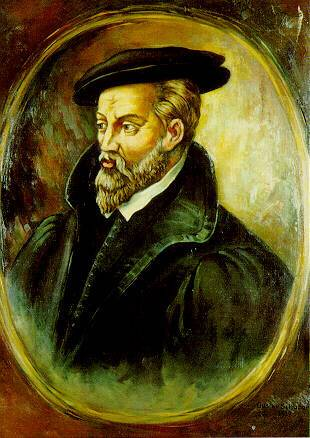
آگریکولا
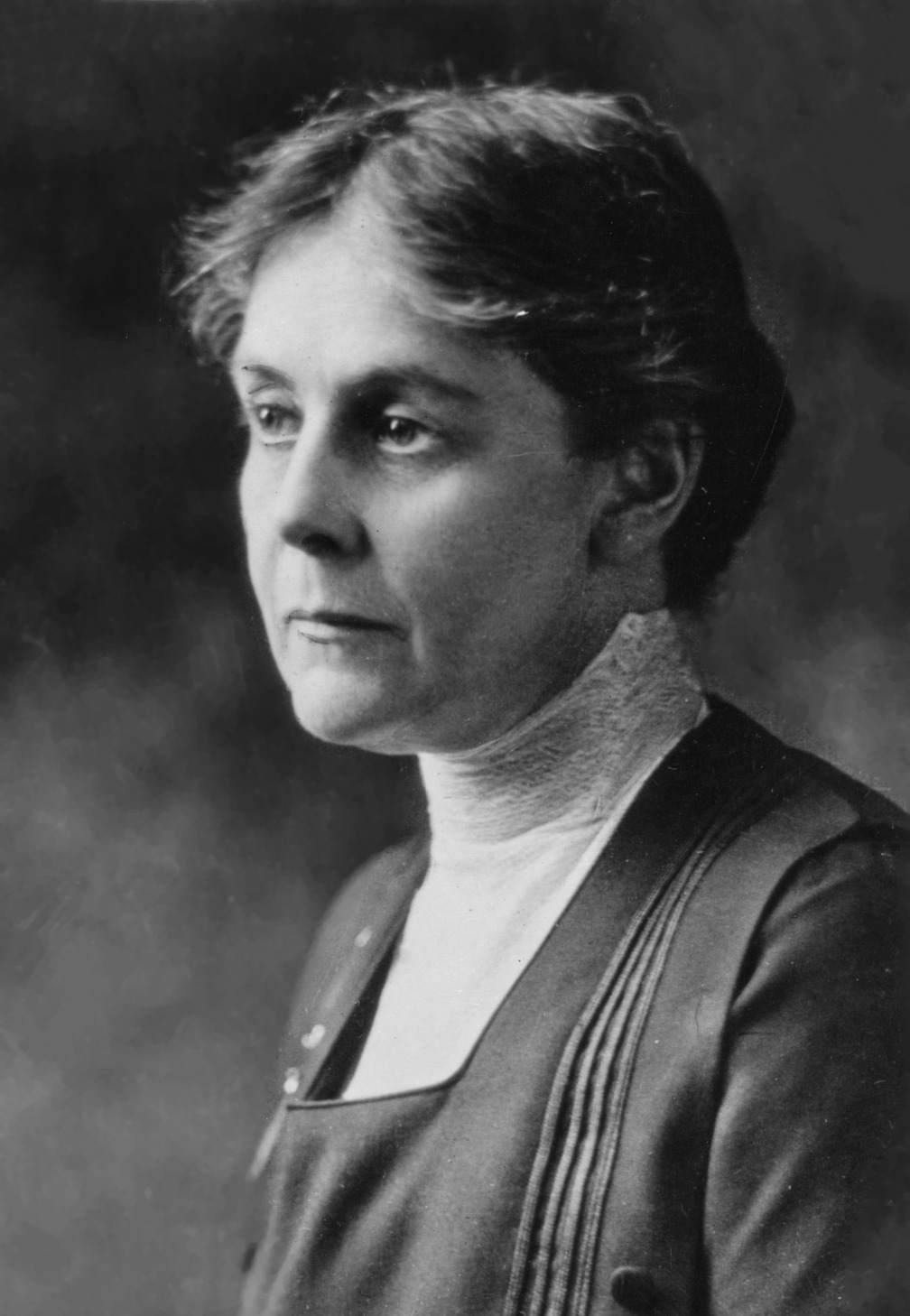
آلیس هامیلتون
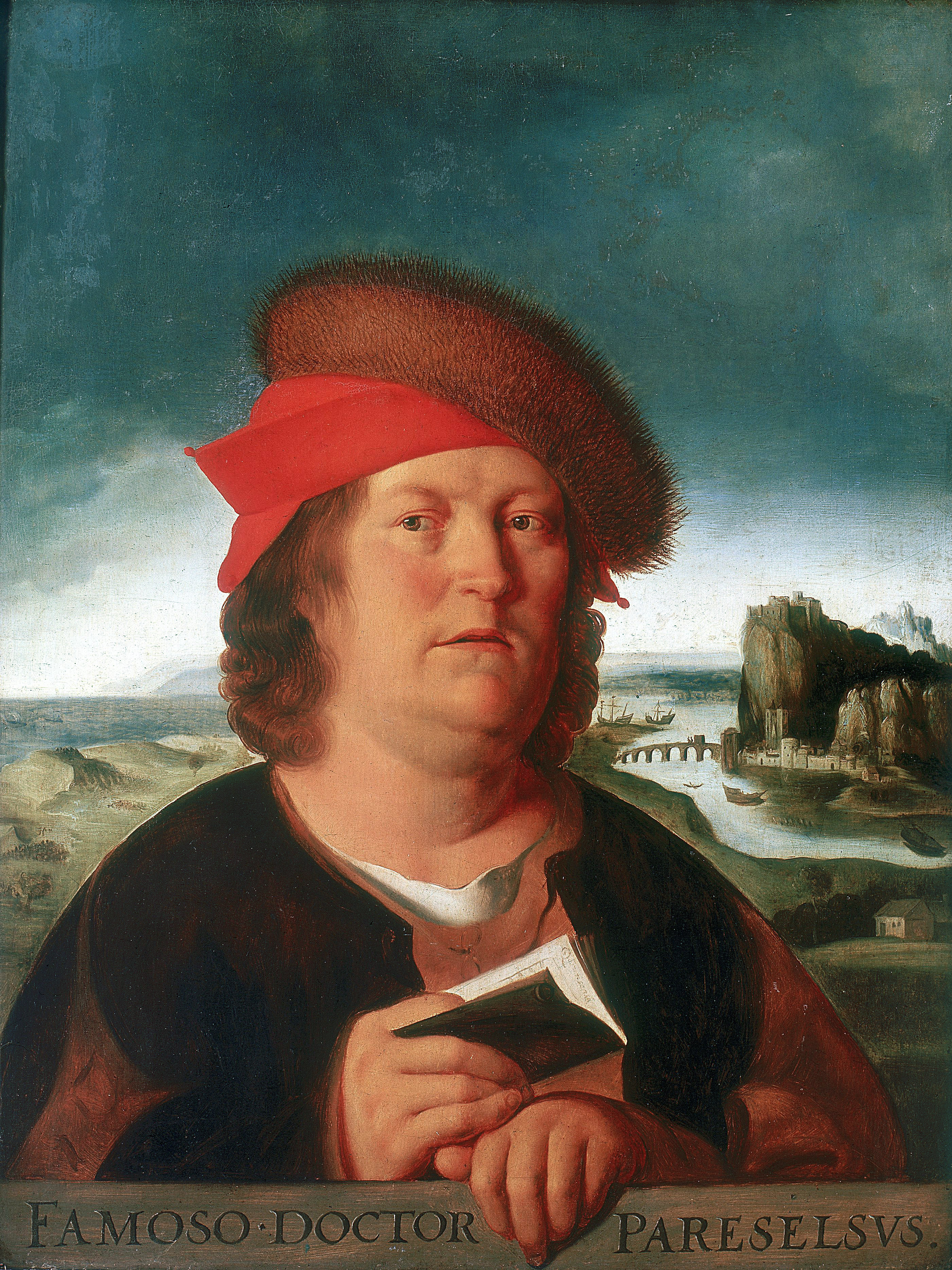
پاراسلوس

## مسمومیت با فلزات سنگین در صنایع
به فلزاتی گفته می‌شود که دارای اثرات سمی شدید و سرطانزا برای انسان و اثرات مخرب زیست‌محیطی هستند. بیشتر این فلزات در گروه یک مواد سرطانزا دسته‌بندی می‌شوند. مواجهه با این فلزات در صنایع می‌تواند موجب سرطان و بیماری‌های صعب العلاج شود.
کروم شش ظفیتی تنها در فرایندهای داغ به وجود می آید.

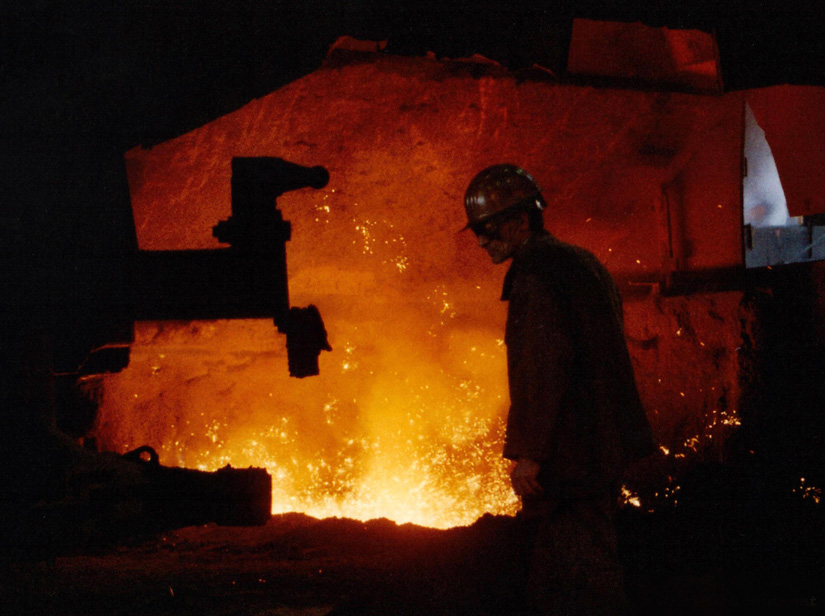
مواجه با دود و دمه ناشی از فرایندهای گرم در صنایع ذوب فلزات

| عنصر    | اثرات حاد                                     | اثرات مزمن                                                 | نوع مسمومیت     |
| ------- | --------------------------------------------- | ---------------------------------------------------------- | --------------- |
| کادمیوم | التهاب ریه                                    | سرطان ریه نرم‌استخوانی پروتئینوری احتمال آسیب شدید کلیه     | مسمومیت کادمیوم |
| جیوه    | اسهال تب استفراغ                              | استوماتیت (التهاب دهان تهوع سندروم نفروتیک Parageusia لرزش | مسمومیت جیوه    |
| سرب     | انسفالوپاتی اختلال مغزی                       | کم‌خونیFoot drop/wrist drop                                 | مسمومیت سرب     |
| کروم    | خونریزی دستگاه گوارش خون‌کافت نارسایی حاد کلیه | فیبروز ریه سرطان ریه                                       | مسمومیت کروم    |
| آرسنیک  | آریتمی قلب پلی‌نوریت                           | دیابت هیپرکراتوز سرطان                                     | مسمومیت آرسنیک  |

## مسمومیت با دیگر فلزات
می توان به مسمومیت با فلزهایی مثل بریلیوم، آلومینیم و آهن اشاره کرد.

## مسمومیت با حلاللهای آلی
به ترکیباتی گفته می‌شود که نسبت به حلال‌های معدنی قطبیت کمتری دارند. در صنایع اصولاً از مشتقات نفت خام می‌باشند. می‌توان به موادی مثل بنزن، تولوئن و زایلن اشاره کرد.

## پایش بیولوژیککارگران
در پایش بیولوژیک کارگران جهت سنجش میزان مواجهه کارگر با آلاینده‌های محیط کار و میزان آسیب‌های ناشی از مواجهه با مواد سمی صنعت و محیط کار  معمولاً  از خون، ادرار، مو، ناخن و بافت جهت انجام آزمایش‌های تشخیص طبی و آنالیزهای شیمیایی و بیوشیمیایی استفاده می‌شود.